# Prefeitura apostólica
A Prefeitura Apostólica é uma circunscrição eclesiástica equiparada a uma igreja particular ou uma prefeitura, governada, em nome do Papa, por um Prefeito apostólico, por se tratar de uma diocese ainda em formação. Vinculada à Congregação para a Evangelização dos Povos, é governado, em geral, por um Bispo-titular.
Encontra-se regulamentada pelo cânon 371.1:
O Vicariato Apostólico ou prefeitura apostólica é uma certa porção do povo de Deus que, por circunstâncias, não foi ainda estabelecida como diocese e confiada ao cuidado pastoral de uma ou um Vigário Apostólico Prefeito Apostólico para regê-la, em nome do Sumo Pontífice.

## América do Sul
Na América do Sul, existe apenas 1 Prefeitura Apostólica.

### Ilhas Falkland,Ilhas Geórgia do SuleIlhas Sandwich do Sul
- Prefeitura Apostólica das Ilhas Falkland
- Prefeitura Apostólica das Ilhas Malvinas

## Ásia
Na Ásia, existem Prefeituras Apostólicas, repartidas em países: 

### Azerbaijão
- Prefeitura Apostólica do Azerbaijão

### Cambodja
- Prefeitura Apostólica de Battambang
- Prefeitura Apostólica de Kompong Cham

### China
- Prefeitura Apostólica de Paoking
- Prefeitura Apostólica de Kweilin
- Prefeitura Apostólica de Hainan
- Prefeitura Apostólica de Haichow
- Prefeitura Apostólica de Kiamusze
- Prefeitura Apostólica de Kienow
- Prefeitura Apostólica de Lintung
- Prefeitura Apostólica de Lintsing
- Prefeitura Apostólica de Lichow
- Prefeitura Apostólica de Tsitsikar
- Prefeitura Apostólica de Shaowu
- Prefeitura Apostólica de Shasi
- Prefeitura Apostólica de Shihtsien
- Prefeitura Apostólica de Suihsien
- Prefeitura Apostólica de Tungchow
- Prefeitura Apostólica de Tunki
- Prefeitura Apostólica de Weihai
- Prefeitura Apostólica de Siangtan
- Prefeitura Apostólica de Hinganfu
- Prefeitura Apostólica de Sining
- Prefeitura Apostólica de Sinkiang
- Prefeitura Apostólica de Kiangchow
- Prefeitura Apostólica de Sinsiang
- Prefeitura Apostólica de Yangchow
- Prefeitura Apostólica de Iduhsien
- Prefeitura Apostólica de Yihsien
- Prefeitura Apostólica de Yungchow
- Prefeitura Apostólica de Yochow
- Prefeitura Apostólica de Chaotung

### Mongólia
- Prefeitura Apostólica de Ulaanbaatar

## África
Em África, existem 3 Prefeituras Apostólicas, repartidas em 3 países: 

### Etiópia
- Prefeitura Apostólica de Robe

### Líbia
- Prefeitura Apostólica de Misurata

### Marrocos
- Prefeitura Apostólica do Sara Ocidental

## Oceania
Na Oceania, existe apenas 1 Prefeitura Apostólica.

### Predefinição:IMAbIlhas Marshall
- Prefeitura Apostólica das Ilhas Marshall

## Europa
Na Europa, existe apenas 1 Prefeitura Apostólica.

### Rússia
- Prefeitura Apostólica de Yuzhno Sakhalinsk